# Pierre Chirol
Pierre Chirol, né le 25 août 1881 à Rouen et mort le 21 novembre 1953 dans la même ville, est un architecte français.

## Biographie
Pierre Chirol fait ses études classiques à l'Institution Join-Lambert de sa ville natale. Il s'intéresse à l'archéologie et devient membre de la Société des Amis des monuments rouennais en 1902. En 1903, il rentre à l'École des beaux-arts de Paris dans l'atelier de Jean-Louis Pascal. Parallèlement, il suit des cours à l'école du Louvre. Après avoir obtenu en 1911 son diplôme d'architecte, il ouvre son cabinet à Rouen. Il participe au congrès du millénaire normand à Rouen en juin 1911. Il est mobilisé de 1915 à 1919.
Nommé architecte régional des PTT en 1924, il est l'auteur d'une trentaine de bureaux de poste, notamment au Mont-Saint-Michel, à Caen (bureau de poste Gambetta), à Trouville-sur-Mer et à Rouen (Direction régionale des Postes). Catholique très pratiquant, il a également construit une dizaine d’églises. Il utilise les matériaux locaux et le style régionaliste en l'alliant avec des éléments plus moderne. Le bureau de poste Gambetta à Caen, construit en pierre de Caen en 1932, allie par exemple un style classique et un modernisme Art déco mesuré, tandis que les ferronneries font appel au vocabulaire régionaliste. Son dernier bâtiment, construit pour la Compagnie des tramways rouennais, était à l'époque le plus vaste garage pour autobus d'Europe grâce à l'utilisation du béton précontraint. À l'exposition internationale des Arts décoratifs et industriels modernes, il reçoit le diplôme d'honneur.
Il a été membre de la Commission départementale des antiquités de la Seine-Inférieure, de la Société libre d'émulation de la Seine-Inférieure, de la Société industrielle de Rouen[réf. nécessaire] et du Photo-club rouennais. Il a présidé en 1926 l'Académie de Rouen – dont il est membre depuis 1919 –, en 1927 la Société des architectes de la Seine-Inférieure et de l'Eure, en 1936 la Fédération des sociétés normandes pour le développement du régionalisme, en 1941 l'ordre régional des architectes. Il a également été professeur d'art normand à l'École des beaux-arts de Rouen.
Il reçoit la grande médaille de la Société centrale des architectes le 24 juin 1933. Il est nommé chevalier de la Légion d'honneur en 1947.
Son corps repose au cimetière monumental de Rouen. Une rue de Rouen porte son nom.
Une exposition lui a été consacrée aux Archives départementales de la Seine-Maritime, à Rouen, du 19 septembre au 17 décembre 2009.

## Distinctions
- Chevalier de la Légion d'honneur (1947).
- Officier de l'Instruction publique.

## Réalisations
- Église paroissiale Notre-Dame à Fauville-en-Caux (1913) –  Inscrit MH (2011)[9]
- Église Saint-Antoine-de-Padoue au Petit-Quevilly (1913) –  Inscrit MH (2001)[10]
- Maison à Belbeuf (1914)[11]
- Réaménagement du couvent des Ursulines de Rouen au profit de l'association la grande famille rouennaise (1922, détruit en 1974 et remplacé par le Conservatoire régional de musique)[12]
- Église paroissiale Sainte-Jeanne-d'Arc à Eslettes (1924) –  Inscrit MH (2011)[13]
- Église paroissiale Saint-Gilles-et-Sainte-Thérèse à Pont-d'Ouilly (1925)[14]
- Monument aux Morts de la Guerre de 1914-1918 et de la Guerre de 1939-1945 à Framerville-Rainecourt[15]
- Monument à la mémoire de Georges Dubosc à Rouen (1928)
- Bureau de poste de Trouville-sur-Mer (1930)[16] –  Inscrit MH (2010)[17]
- Chapelle du collège de Normandie à Mont-Cauvaire (1930) –  Inscrit MH (1975)[18]
- Poste de Deauville (1930)[19], auquel le label « Patrimoine du XXe siècle » est attribué[20]
- Hôtel des postes de Caen (1932)[21] –  Inscrit MH (2010)[6]
- Kiosque des tramways, place du Général-de-Gaulle à Rouen (1932 ; démoli en 1984)[22],[23]
- Bureau de poste de La Croix-Saint-Leufroy (1933)[24]
- Direction régionale des Postes, 45, rue Jeanne-d'Arc à Rouen (1934-1935)[4],[25]
- Façade, nef et clocher de l'église Saint-Nicaise (1934–1937) à Rouen –  Inscrit MH (1981)[26]
- Église paroissiale Saint-Pierre à Yvetot (1949) –  Inscrit MH (2001)[27]
- Cité de la Petite Campagne[28] (vers 1930) à Notre-Dame-de-Gravenchon (en collaboration avec Georges Peulevey)
- Magasin des pièces détachées du tramway de Rouen, place des Martyrs-de-la-Résistance à Sotteville-lès-Rouen (actuel FRAC Normandie Rouen)[5]
- Palais des Consuls, quai de la Bourse à Rouen[4] (1956)
- Église Sainte-Jeanne-d'Arc de Charleville-Mézières (Ardennes)[5],[29]
- Église Saint-Samson d'Aunay-sur-Odon (Calvados)[30]

## Galerie

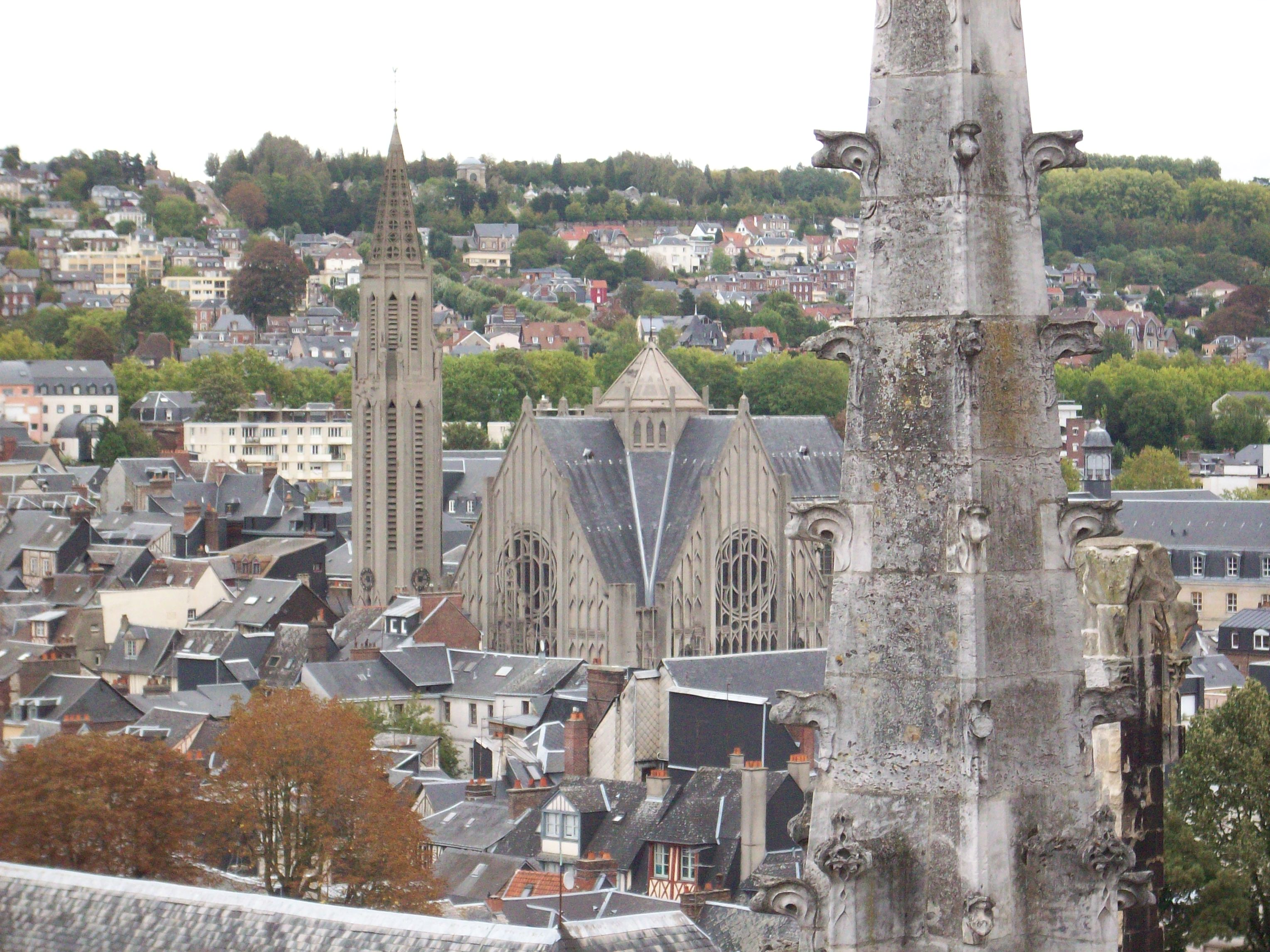
Église Saint-Nicaise de Rouen.
Hôtel des postes de Caen.
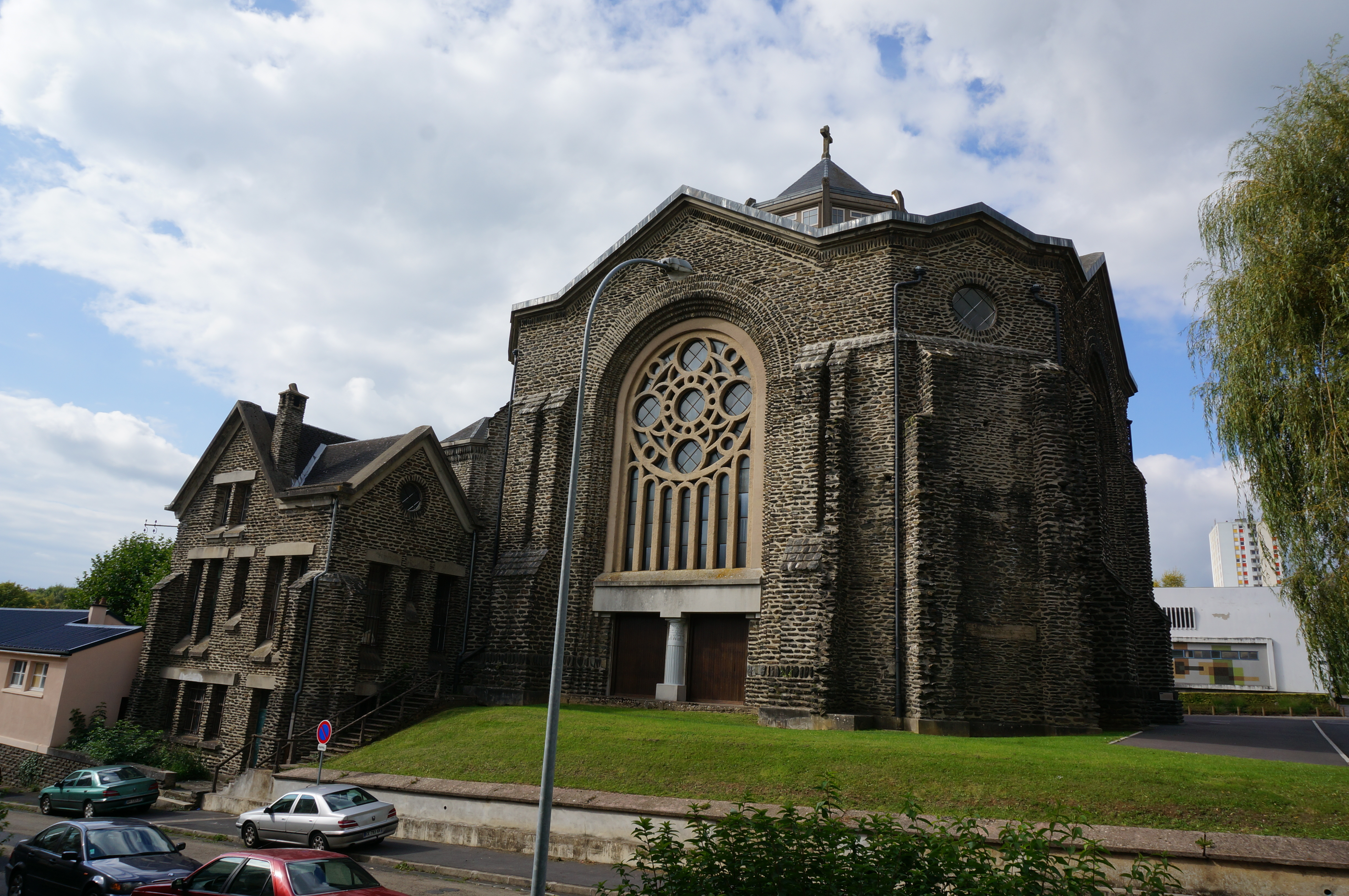
Église à Charleville-Mézières.

## Ouvrages
- L'Architecte Le Carpentier et le Projet du nouvel hôtel de ville de Rouen, Rouen, Albert Lainé, 1913
- Léon de Vesly, architecte (1844-1920), Albert Lainé, 1923
- Table générale des matières contenues dans les Procès-verbaux & les Bulletins, 1818-1919, Rouen, Commission des antiquités de la Seine-Inférieure, 1924
- (préf. André Hallays), Un siècle de vandalisme, Rouen disparu, Rouen et Paris, 1929
- Rouen, Aquarelles de Germaine Petit, Ouvrage orné de 184 héliogravures, Grenoble, B. Arthaud, 1931, 194 p. Prix Charles-Blanc de l'Académie française.
- (préf. Antonin-Gilbert Sertillanges, ill. Robert Antoine Pinchon), Cathédrale et églises normandes, Rouen, Henri Defontaine, 1937, 2 vol.
- Pierre Chirol, René Herval (ill. Robert Pinchon, Pierre Le Trividic, Michel Frechon), Rouen à travers les âges, Rouen, Henri Defontaine, 1941
- Rouen, Arthaud, Grenoble, 1946 Illustré avec des aquarelles de Germaine Petit et des photographies de Gabriel Bretocq.
- J.-E. Barthélémy, architecte diocésain 1799-1882, Rouen, Albert Lainé, 1947, 29 p.
- Humbles demeures dans la tourmente, 1940-1944, Rouen, Lecerf, 1953, 129 p. Illustré avec des eaux-fortes de Louis Jouas-Poutrel.
- « Le couvent des Ursulines de la rue des Capucins », dans le Bulletin de la Société des Amis des monuments rouennais (1922-1923), Rouen, Imprimerie Lecerf et fils, 1926, 18 p.